# Urologic Oncology
Urologic Oncology is een internationaal, aan collegiale toetsing onderworpen wetenschappelijk tijdschrift op het gebied van de oncologie, urologie en de nefrologie. De naam wordt in literatuurverwijzingen meestal afgekort tot Urol. Oncol. Het wordt uitgegeven door Elsevier en verschijnt tweemaandelijks.